# Векта (Пловдив)
ФК ”Векта” в Пловдив е основан през септември 2005 г. с цел развитието на детско-юношеския футбол и футзал.
Към настоящия момент клубът разполага с четири детско-юношески футболни отбора и представителен отбор за мъже по футзал. Основния екип на отбора е фланелки – черно и бяло райе, черни гащета и бели чорапи. Резервния екип е изцяло черен.

## Спортен комплекс
ФК ВЕКТА разполага с официален затревен терен с размери 100 m x 70 m и тренировъчно кортово игрище с размери 80 m x 60 m. Стадионът се намира в Пловдив, до басейн Нептун и срещу обувен завод Флавиа. Спортен комплекс ВЕКТА разполага с две игрища за футбол на малки врати с изкуствена трева. Терените са с размери 20 m x 40 m, с професионални настилка и осветление, и изцяло заградени с мрежа. Към тях има на разположение съблекални и душове.
Фк Векта е носител на Купата на БФС за 2009 с децата си родени 1995 и има два бронзови медала от държавното първенство по футбол за деца и юноши. Първо родените 1991 стават трети през 2008 година, а след това през 2010 година родените 1995 също остават трети, като на четвъртфинала отстраняват Левски София след 2:2 в Пловдив и 0:2 в София. Най-добрата футболна школа в Пловдив има и силни изяви в чужбина, като печели през 2010 силният турнир в Прешов Словакия с родените през 1996. На този турнир, първи за школата, на полуфинала Векта побеждава Политеника Яш Румъния с 2:0, а на финала със същия резултат е победен и Брашов Румъния. На турнира в Брашов същата година родените 1996 остават четвърти от 24 отбора, като след тях са отборите на Стяуа Букурещ, Виляреал Испания и Селта Виго Испания.